# Thằn lằn đuôi gai
Thằn lằn đuôi gai (Danh pháp khoa học: Uromastyx) là một chi thằn lằn có nguồn gốc từ các vùng sa mạc ở Bắc Phi với đặc trưng là đuôi có nhiều chiếc gai. Loại thằn lằn này trong lịch sử đã được con người ở vùng sa mạc ăn như một nguồn thực phẩm dễ tìm khi đi qua các sa mạc. Ngày nay chúng còn được sử dụng như những con thú kiểng.

## Đặc điểm
Điểm độc đáo của chúng là chiếc đuôi được bao phủ bởi hàng trăm gai nhọn trông rất ấn tượng, những chiếc gai này thực chất là vẩy kéo dài. Chúng có vẻ ngoài rất đáng sợ lại tỏ ra khá hiền lành. Thằn lằn đuôi gai được đánh giá là một loài hiền lành và tương đối dễ nuôi. Chúng ăn được nhiều loại thức ăn khác nhau như rau, hạt ngũ cốc, cơm, sâu bọ.

## Các loài
- Uromastyx acanthinura Bell, 1825
- Uromastyx aegyptia (Forskal, 1775)
- Uromastyx alfredschmidti Wilms & Böhme, 2001
- Uromastyx benti (Anderson, 1894)
- Uromastyx dispar Heyden, 1827 
  - Uromastyx (dispar) flavifasciata Mertens, 1962
  - Uromastyx (dispar) maliensis Joger & Lambert, 1996
- Uromastyx geyri (Müller, 1922)
- Uromastyx macfadyeni Parker, 1932
- Uromastyx occidentalis Mateo, Geniez, Lopez-Jurado & Bons, 1999
- Uromastyx ocellata Lichtenstein, 1823
- Uromastyx ornata Heyden, 1827
- Uromastyx princeps O’Shaughnessy, 1880
- Uromastyx thomasi Parker, 1930
- Uromastyx yemenensis Wilms & Schmitz, 2007

## Sử dụng
Những người sống trong các sa mạc ở Saudi Arabia đã từng ăn những con thằn lằn này mặc dù Những người theo đạo Hồi bị cấm ăn thịt các loài bò sát. Những người sống trong sa mạc có lẽ đã làm thịt và ăn những con thằn lằn này trong suốt 2.000 năm. Các tài liệu lịch sử và nhân loại học đã từng đề cập đến hương vị của các món ăn từ loài này, khẳng định sự có mặt của thằn lằn trong chế độ ăn uống của người Arab vì chúng là một nguồn thực phẩm rất giàu protein.
Các tộc người du cư và các nông dân trong ốc đảo ở Oman thường săn thằn lằn bằng cách đào vào hang và bắt chúng ra hoặc đặt bẫy lưới bắt chúng. Họ cũng thường chặt đầu và chân chúng trước, do đó tạo ra những vết cắt, nhưng thịt thằn lằn không phải là thực phẩm phổ biến trong chế độ ăn của người Arab. Người Bedouin đã và vẫn đang ăn thịt thằn lằn khi đi trong sa mạc vì đây là nguồn protein dễ tìm, nhưng người thành thị thì không ăn chúng.
Dù xuất xứ từ vùng sa mạc khô nóng, thằn lằn đuôi thích nghi khá tốt với điều kiện nuôi nhốt ở vùng khô nóng Thằn lằn đuôi gai Bắc Phi đang trở thành một vật nuôi được nhiều người trẻ đam mê sinh vật lạ ở Việt Nam ưa chuộng, chúng cũng đòi hỏi được sưởi nắng thường xuyên bằng đèn chuyên dụng. Giá một chú thằn lằn đuôi gai ở Việt Nam thường lên đến vài triệu đồng tùy kích cỡ và màu sắc, kèm theo đó là bể cảnh có môi trường giống với sa mạc.